# Färnäs
Färnäs ist ein Ortsteil von Mora in der gleichnamigen Gemeinde der schwedischen Provinz Dalarnas län sowie der historischen Provinz Dalarna.
Färnäs liegt etwa fünf Kilometer östlich des Zentrums von Mora am Riksväg 70. Die Einwohnerzahl von Färnäs bewegte sich seit Mitte des 20. Jahrhunderts konstant um 1000. Färnäs war bis 2010 als eigenständiger Tätort mit zuletzt 988 Einwohnern ausgewiesen und ging danach im Tätort Mora auf.
Im Ortsteil gibt es eine Schule und ein Dorfgemeinschaftshaus.